# Contea di Elmore (Idaho)
La contea di Elmore, in inglese Elmore County, è una contea dello Stato USA dell'Idaho. Al censimento del 2014 la popolazione era di 26 094 abitanti. Il suo capoluogo è Mountain Home.

## Geografia fisica
L'U.S. Census Bureau certifica che l'estensione della contea è di 8030 km², di cui 7971 km² composti da terra e i rimanenti 59 km² composti di acqua.
La contea si trova nel sud-ovest dello Stato. Circa il 60% della contea è montuoso, mentre il rimanente 40% scende sempre più pianeggiante verso sud, verso il fiume Snake, dove si estende la pianura del fiume Snake. Il fiume Snake costituisce il confine sud, mentre il fiume Boise il confine nord.
Dal 2017 la zona più settentrionale è parte della Central Idaho Dark Sky Reserve.

## Contee confinanti
- Contea di Boise - nord
- Contea di Custer - nord-est
- Contea di Blaine - nord-est
- Contea di Camas  - est
- Contea di Gooding - est
- Contea di Twin Falls - sud-est
- Contea di Owyhee - sud
- Contea di Ada - ovest

## Storia
La Contea di Elmore venne costituita il 7 febbraio 1889. Fu chiamata così per le miniere Ida Elmore, il maggior produttore di oro e argento degli anni 60 del 1800.

## Comuni

### Cities
- Glenns Ferry
- Mountain Home (capoluogo)

### Census-designated places
- Hammett
- Mountain Home Air Force Base